# Дуоплазматрон
Дуоплазматрон — источник как отрицательных, так и положительных ионов, в том числе многозарядных, плазменного типа.

## Принцип работы

Принципиальная схема плазматрона

Дуоплазматрон использует тлеющий разряд для создания плазмы. Основные элементы: горячий катод, анод с отверстием для вытягивания ионов и промежуточный конический электрод. Газ ионизуется электронами, эмитируемыми с катода, в то время как промежуточный электрод создаёт сгущение плазмы вблизи анода. Дуоплазматрон отличается от уноплазматрона наличием продольного магнитного поля в плазменной камере, что удерживает электроны и дополнительно повышает плотность плазмы. Своим названием дуоплазматрон обязан двум областям плазмы с разной плотностью, при катоде и при аноде.

## История
Впервые плазматрон был предложен в 1948 году Манфредом фон Арденне, работавшим в то время в СССР. Оптимизированная конструкция, уже дуоплазматрона, предложена им же в 1956 году, после возвращения в ГДР. В дальнейшем дуоплазматроны развивали Р. Демирханов, H. Frohlich, J. Kistemaker.

## Применение
Дуоплазматроны широко используются в ускорительной технике для создания интенсивных пучков ионов, которые можно получать из газов. Это, например, пучки протонов, отрицательных ионов водорода H−, ионов гелия, аргона, ксенона, криптона, ртути, и других. Так, на протяжении более 30 лет ускорительный комплекс ЦЕРН обеспечивался протонными пучками линейным ускорителем LINAC2 (остановлен в 2018 году), источником к которому был дуоплазматрон с импульсом до 200 мА и длительностью 180 мкс.